# Gaidropsarus parini
Gaidropsarus parini är en fiskart som beskrevs av Svetovidov, 1986. Gaidropsarus parini ingår i släktet Gaidropsarus och familjen lakefiskar. Inga underarter finns listade i Catalogue of Life.